# Liberty (Oklahoma)
Liberty és un poble dels Estats Units a l'estat d'Oklahoma. Segons el cens del 2000 tenia 184 habitants.

## Demografia
Segons el cens del 2000, Liberty tenia 184 habitants, 63 habitatges, i 52 famílies. La densitat de població era d'11,6 habitants per km².
Dels 63 habitatges en un 41,3% hi vivien nens de menys de 18 anys, en un 66,7% hi vivien parelles casades, en un 11,1% dones solteres, i en un 15,9% no eren unitats familiars. En el 14,3% dels habitatges hi vivien persones soles el 7,9% de les quals corresponia a persones de 65 anys o més que vivien soles. El nombre mitjà de persones vivint en cada habitatge era de 2,92 i el nombre mitjà de persones que vivien en cada família era de 3,21.
Per edats la població es repartia de la següent manera: un 30,4% tenia menys de 18 anys, un 9,8% entre 18 i 24, un 26,1% entre 25 i 44, un 22,8% de 45 a 60 i un 10,9% 65 anys o més.
L'edat mediana era de 33 anys. Per cada 100 dones de 18 o més anys hi havia 93,9 homes.
La renda mediana per habitatge era de 25.833 $ i la renda mediana per família de 35.625 $. Els homes tenien una renda mediana de 30.781 $ mentre que les dones 26.875 $. La renda per capita de la població era de 12.421 $. Entorn del 9,4% de les famílies i el 6,5% de la població estaven per davall del llindar de pobresa.

## Poblacions més properes
El següent diagrama mostra les poblacions més properes.